# Comuna Molotkiv, Lanivți
Molotkiv (în ucraineană Молотків) este o comună în raionul Lanivți, regiunea Ternopil, Ucraina, formată din satele Molotkiv (reședința) și Osnîkî.

## Demografie
Componența lingvistică a comunei Molotkiv
     Ucraineană (99,77%)
     Alte limbi (0,23%)
Conform recensământului din 2001, majoritatea populației comunei Molotkiv era vorbitoare de ucraineană (99,77%), existând în minoritate și vorbitori de alte limbi.